# École de Rochefort
Cet article possède des paronymes, voir École de la gendarmerie nationale de Rochefort et École de médecine navale de Rochefort.
L’École de Rochefort constitue, après le Surréalisme, un des principaux mouvements[réf. nécessaire] de la poésie française du XXe siècle. Elle fut fondée en 1941 à Rochefort-sur-Loire par le pharmacien-poète Jean Bouhier et le peintre Pierre Penon.

## Orientation de l’École de Rochefort
D'emblée, Jean Bouhier rédigea en mai 1941 un texte théorique intitulé Position poétique de l'école de Rochefort, mais le terme d'école paraît un peu démesuré, le manifeste ne fixant pas de règles strictes, simplement une orientation sur le rôle de la poésie. Les poètes de Rochefort, s'ils possédaient parfois quelques communautés de vues, montraient cependant des sensibilités très différentes et constituaient davantage un groupe d'amis. Comme le disait si bien René Guy Cadou, Rochefort fut une cour de récréation bien plus qu'une véritable école. En octobre 1941, les dix premiers poètes de L'École de Rochefort publiés dans la première série des Cahiers précisèrent leurs positions respectives vis-à-vis de la poésie dans un second texte intitulé : Anatomie poétique de L'École de Rochefort.
À ses débuts, l'école se constitua autour d'un groupe amical de jeunes poètes originaires des provinces de l'Ouest (René Guy Cadou, premier à être publié dans les Cahiers de Rochefort, Jean Bouhier et Michel Manoll en formaient le noyau dur). Puis elle s'ouvrit progressivement à d'autres auteurs venus des différentes régions de France. Durant une vingtaine d'années, de 1941 à 1961, ce groupe de poètes devint le plus important par le nombre et la variété de ses auteurs.
L'École de Rochefort n'était nullement un nouvel "art poétique". Créé en 1941, en pleine occupation allemande, ce mouvement, en réaction à la "poésie nationale" et traditionnelle prônée par le Gouvernement de Vichy, s'inscrivit d'abord dans une démarche de liberté d'expression individuelle, d'humanisme proche de la nature. Dépassant les controverses sur le Surréalisme, René Guy Cadou parlait de "Surromantisme" pour qualifier sa poésie. Puis dans les années 1950, le mouvement entendait protester contre les excès d'une poésie engagée autour des poètes de la résistance, encouragée par Louis Aragon. Comme l'a écrit Jean Bouhier, les poètes de Rochefort voulaient dire leurs poèmes à la face du monde, les mêler aux rythmes de la nature, au bruit des arbres, de l'eau, les mêler à la vie. Le mouvement, qui s'était quelque peu essoufflé à la fin des années 1940, reprit de la vigueur après la mort de René Guy Cadou en 1951, en se déplaçant vers la capitale où les poètes se réunissaient chaque mercredi au restaurant de La Coupole. Le retrait de Jean Bouhier au début des années 1960 sonna le glas des "Amis de Rochefort", mais l'esprit de l'école subsistait, se retrouvant en 1964 dans le manifeste "Poésie pour vivre - Manifeste de l'homme ordinaire" de Jean Breton et Serge Brindeau, chez plusieurs éditeurs : Chambelland, Rougerie, ou dans la revue Poésie 1 de Jean Breton qui garda pendant plusieurs années le plus fort tirage des revues poétiques.

## Les poètes de l'École de Rochefort
149 titres, sous la plume d'une trentaine de poètes, furent publiés sous le sigle « Rochefort » en diverses collections (Les Cahiers de L'École de Rochefort, Les Amis de Rochefort, Les Cahiers de Rochefort), avec le concours de l'éditeur parisien René Debresse.
Les auteurs suivants, avec une implication plus ou moins importante, et pour tout ou partie de leur œuvre, furent des représentants à part entière ou apparentés de l'école de Rochefort (liste non exhaustive) :
- Jean Bouhier
- René Guy Cadou
- Michel Manoll
- Fernand Marc
- Marcel Béalu
- Jean Rousselot
- Luc Bérimont
- Jean Jégoudez
- Maurice Fombeure
- Félix-Quentin Caffiau
- Louis Émié
- Jean Follain
- Pierre Garnier
- Louis Guillaume
- Luc Decaunes
- Eugène Guillevic
- Gabriel Audisio
- Lucien Becker
- Alexandre Toursky
- Henri de Lescoët
- Alain Borne
- Georges-Emmanuel Clancier
- André Verdet
- Charles Autrand
- Paul Chaulot
- Louis Parrot
- Roger Toulouse
- Serge Wellens
- Claude Vaillant
- Yves Salgues
- Gaston Puel
- Pierre Béarn
- André Marissel
- Edmond Humeau
- Jean L'Anselme
- Jean-Vincent Verdonnet
- Jean Breton
- Jean Laroche
- Léon-Gabriel Gros

Parmi les femmes publiées on compte notamment:
- Thérèse Aubray
- Christiane Burucoa
- Yanette Delétang-Tardif
- Claude Hartman
- Marie-Madeleine Machet
- Hélène Morange